# Strand Oog in Al

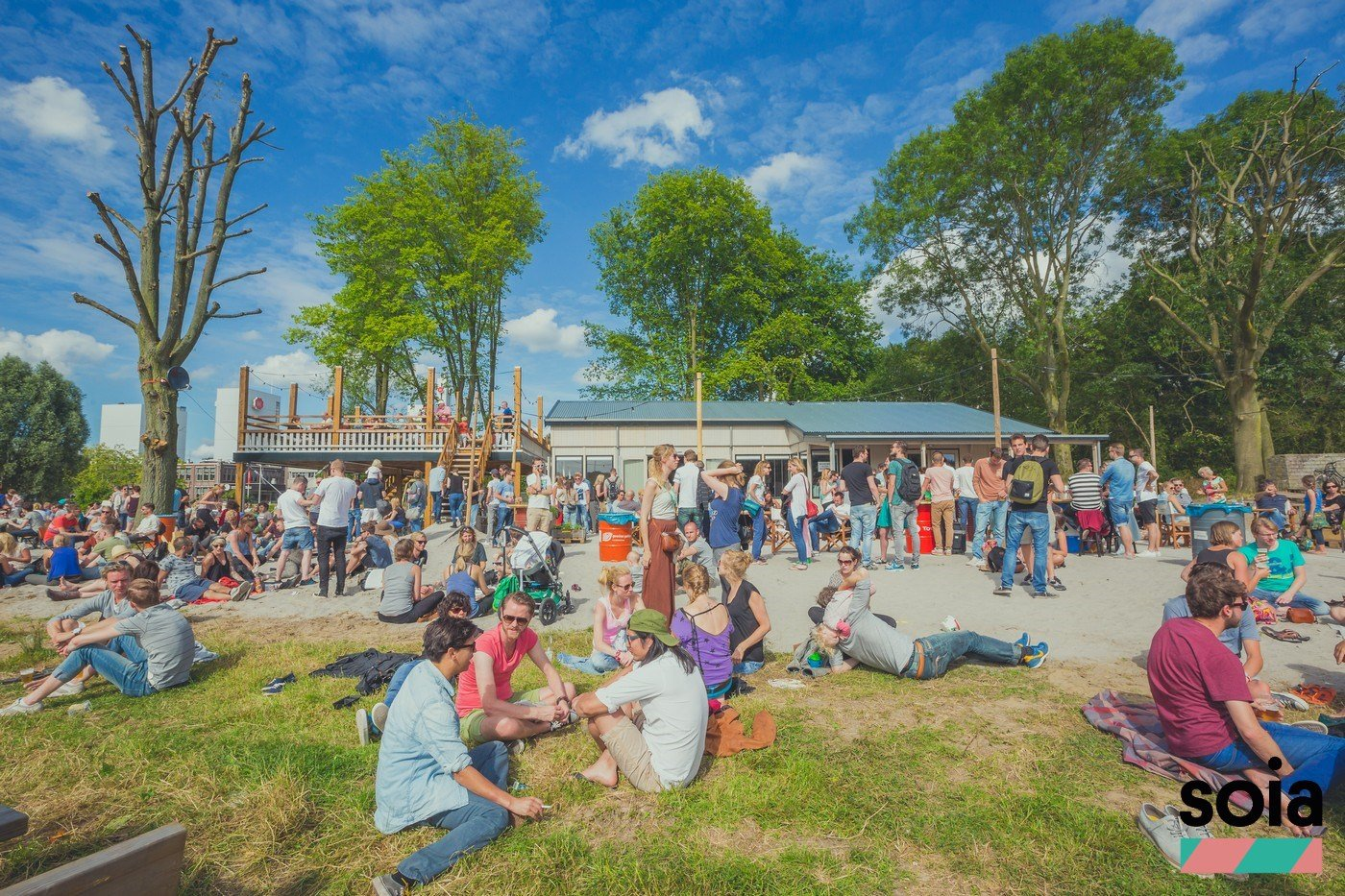
Strand Oog in Al (Soia) - juni 2014

Strand Oog in Al oftewel Soia is een zogenaamd stadsstrand op de Noordpunt van de wijk Oog in Al in Utrecht. De Noordpunt ligt aan de Kanaalweg, daar waar het Amsterdam-Rijnkanaal en het Merwedekanaal samenkomen.
Men kan aan het water zitten, maar er mag niet gezwommen of gebaad worden, wegens de scheepvaart.